# Kaldalón
Kaldalón (in lingua islandese: Laguna fredda) è un breve fiordo o baia, situato nella regione dei Vestfirðir, i fiordi occidentali dell'Islanda.

## Descrizione
Il Kaldalón è un piccolo fiordo laterale del grande fiordo Ísafjarðardjúp e divide la costa in una porzione settentrionale chiamata Snæfjallaströnd e in una meridionale detta Langadalsströmnd. È largo poco più di 2 km e si estende per 4 km all'interno della costa.
La lingua più avanzata del ghiacciaio Drangajökull arriva qui a soli 4,5 km dal mare. Il fiume glaciale Mórilla scende dal ghiacciaio e scorre attraverso i pendii fangosi intorno alla baia suddividendosi in molti rivoli. Sul lato est del fiordo si vedono le rovine di Trymbilstaðir. A ovest del Mórilla si trova Lónhóll, dove si dice che un tempo sorgeva una città. Sopra la collina si trova la roccia Keggsir, caratterizzata da una cresta rossastra chiamata Sigga.
Dalla strada in fondo al fiordo parte un frequentato sentiero escursionistico per il ghiacciaio Drangajökull. La valle è caratterizzata da piatte distese d'erba e muretti a secco. In fondo alla valle, a est, il Votubjörg si eleva fino a 300 metri di altezza. Dietro si innalzano pareti rocciose ancora più alte dove il ghiacciaio Kaldalónsjökull si insinua nella valle e il fiume Mórilla forma un'alta cascata. Il Kaldalónsjökull è un'estensione del Drangajökull.

## Cultura locale
Nella parte sud del Kaldalón è stato eretto un monumento al medico Sigvaldi Stefánsson, divenuto noto come compositore con il nome Sigvaldur Kaldalón, che visse per circa undici anni ad Ármúli sulla Langadalsströnd, vicino allo sbocco del Kaldalón. Tra le altre cose ha scritto la melodia per la famosa canzone equestre Á Sprengisandi (Ríðum, ríðum).

## Accesso
La strada H635 Snæfjallastrandarvegur si snonda intorno alla baia, che situata in questa parte pressoché disabitata del paese.
Nei pressi del Kaldalón ci sono alcuni insediamenti: Bæjarhlíð, Dalbær, Lyngholt e Unaðsdalur, dove c'è una chiesetta. Più lontana è la città di Tyrðilmýri, a breve distanza da Æðeyjar.